# Езикова гимназия „Академик Людмил Стоянов“
Езикова гимназия „Академик Людмил Стоянов“ в Благоевград, България. В него е застъпено чуждоезиковото обучение. Интензивно се изучават английски, немски, френски и испански.

## Адрес
- Благоевград, 2700
- ул. „Марица“ 4

## История
- 1984 г. – от откритите паралелки в Националната хуманитарна гимназия „Св. св. Кирил и Методий“ (бивша Солунска) с интензивно изучаване на чужди езици се създава днешната Езикова гимназия „Академик Людмил Стоянов“.
- 1987 г. – патрон на гимназията става академик Людмил Стоянов. Паралелките нарастват на 21.
- 1988 г. – брой на паралелките – 22.
- 2007 г. – брой на паралелките – 30.

## Материална база
Гимназията се разполага в една сграда с Природо-математическа гимназия „Академик Сергей Павливич Корольов“. Разполага с добре разработена библиотека и с обширен физкултурен салон.

## Прием

### Прием след седми клас
- Една паралелка с интензивно изучаване на английски език, втори език – испански на випуск.
- Една паралелка с интензивно изучаване на английски език, втори език – немски на випуск.
- Две паралелки с интензивно изучаване на френски език, втори език – английски на випуск.
- Две паралелки с интензивно изучаване на немски език, втори език – английски на випуск.

Приемът е с конкурсни изпити по математика и български език и литература.